# Női szervek
A Női szervek (eredeti cím: The Heat) 2013-ban bemutatott amerikai akcióvígjáték, melyet Katie Dippold forgatókönyvéből Paul Feig rendezett. A főbb szerepekben Sandra Bullock és Melissa McCarthy látható.

## Cselekmény
Sarah Ashburn (Sandra Bullock) az FBI különleges ügynöke. Magányos életet él, mert nagyképű és goromba természete miatt senki sem tudja elviselni őt, kollégái sem.
Egy rajtaütést követően értesül arról, hogy főnökét, Hale-t (Demian Bichir) előléptették és reméli, ő kerülhet majd a helyére. Hale tájékoztatja következő feladatáról: Bostonban új drogbáró tűnt fel, Simon Larkin. Nincs róla fotó, mindössze annyit tudnak róla, hogy egy Julian Vincent nevű alak dolgozik neki. Hale Bostonba küldi Ashburnt.
Shannon Mullins (Melissa McCarthy) szintén magának való és rendkívül trágár nyomozó. Őrizetbe veszi Rojast, a kisstílű utcai drogárust. Közben Ashburn az FBI bostoni irodájában beszerzi a drogkereskedők aktáit és Levy nyomozótól értesül Rojasról is, így a rendőrőrsre megy. Mullins - némi parkolási nehézség után - meglepődve tapasztalja, hogy a foglya nincs a cellájában, mert Ashburn saját kezébe vette az ügyet. A két vitatkozó nőt Woods kapitánynak kell szétválasztania a kihallgatószobában. A vita az irodában folytatódik, ahol Mullins kilopja Ashburn táskájából az autókulcsát, majd az O'Flannigan kocsmába távozik. A pultnál Mullins visszaadja a kulcsot, ám egy óvatlan pillanatban az ügy aktáit szerzi meg tőle. Ezt követően meglátogatja öccsét, Jasont, akit ő maga csukatott le, hogy megóvja a rossz társaságtól, amibe került. Larkinról kérdezi, de Jason azt állítja, sosem hallott róla.
Ashburn és Mullins Tatiana háza előtt futnak össze ismét. Bár Ashburnnek elege lesz és főnökétől Mullins felfüggesztését kéri, Hale  felszólítja, dolgozzon együtt vele, hiszen a kolléga helyismerete minden pénzt megér. Bár Tatiana nem túl közlékeny, ám a látogatás mégis eredményes: elhoznak egy csikket és egy levél gyufát. Az FBI laborja a DNS-nyomok alapján azonosítja Hank LeSoire  helyi üzletembert, az EKKO klub tulaját, aki a drogüzletben és lányok futtatásában is otthon van. Este elmennek a klubba, hogy bepoloskázzák LeSoire telefonját. Egy autó követni kezdi őket, de kiderül, a DEA, két ügynöke, Craig és Adam az. Közlik velük, hogy ők már két hónapja figyelik az EKKO klubot és szálljanak ki az ügyből. Közben Mullins egy felvételen meglátja az öccsét. A kocsiban kiderül, hogy Ashburn olvasta Mullins aktáját és Jasonről is tud, ebből megint veszekedés alakul ki. Másnap reggel Mullins megjelenik Ashburn szállásán és viszonzásul ő is belemászik a másik múltjába, hogy kvittek legyenek.
Ellátogatnak Mullinsékhoz. A család nem fogadja kitörő örömmel Shannont, de Mullinsnak sikerül kiszednie egy nevet Jasonből. Az illetőt megölték, mert le akart nyúlni egy drogszállítmányt. A hullaházban az áldozat cipőjén epoxigyanta-nyomokat találnak, így sikerül eljutni abba a festékgyárba, ahol az illetővel végeztek. A helyszínen Julian és LeSoire várja őket, de egy ügyes húzással sikerül felülkerekedniük és őrizetbe veszik Juliant. Az őrszobán megpróbálják kihallgatni, mivel nem bizonyul túlzottan közlékenynek, Mullins drasztikusabb eszközökhöz folyamodik, így annyit sikerül megtudniuk, hogy szerdán érkezik egy szállítmány.
Ashburn főnöke jelenik meg a DEA társaságában, akik ismételten felszólítják őket, szálljanak ki az ügyből. Mullins és Ashburn egy kocsmába mennek, hogy búfelejtőnek bedobjanak néhány italt és egészen reggelig mulatnak. Egy Wayne nevű tag, akinek Ashburn részegen odaadta a kocsiját, felrobban az autóban. Hale közli velük, hogy a rabszállító kocsit megtámadták, Julian megszökött. Larkin már tud mindkettőjükről, végleg ki kell szállniuk az ügyből. Közben Ashburn kap egy e-mailt, benne egy Mullins családjáról készült fotóval, ezért azonnal biztonságba helyezik őket egy motelben. A büfében tovább törik a fejüket az ügyön.
Jason felhívja Mullinst Ashborn telefonján és közli vele, hogy visszament Julianhez, aki bízik benne. A szállítmány 11-kor fut be a bostoni kikötőbe. Az FBI felvonul a színhelyre, de kiderül, az információ téves volt. A kórházban az egész család Jasonért aggódik, akit lelőttek és most kómában van. Mullins Ashburnt hibáztatja a történtekért, közli, hogy az együttműködésnek vége. Ashburn nem hagyja annyiban az ügyet és egy újabb drogterjesztőnél futnak össze Mullins-szal. Fokozatosan felgöngyölítve az ügyet végül Rojasnál kötnek ki és sikerül kiszedniük belőle a banda tartózkodási helyét.
Felfegyverkezve érkeznek a raktárba, de fogságba esnek és Julian halálra akarja kínozni őket. Megjelennek a DEA emberei, ám kiderül: Adam maga Larkin. Lelövi Craiget, majd a kórházba indul, hogy Jasont is elintézze. A két nőnek sikerül kiszabadulnia és ők is a kórházba sietnek, ahol ártalmatlanná teszik Larkint. Két héttel később Shannont kitüntetik kiváló munkájáért, Ashburn új társa egész családját meghívja az eseményre. Ezt követően a kórházban ünneplik, hogy Jason magához tért a kómából.

## Szereplők
| Szereplő                            | Színész          | Magyar hang     |
| ----------------------------------- | ---------------- | --------------- |
| Sarah Ashburn FBI különleges ügynök | Sandra Bullock   | Für Anikó       |
| Shannon Mullins nyomozónő           | Melissa McCarthy | Börcsök Enikő   |
| Hale                                | Demian Bichir    | Végh Péter      |
| Levy                                | Marlon Wayans    | Kálid Artúr     |
| Woods                               | Thomas F. Wilson | Vass Gábor      |
| Rojas                               | Spoken Reasons   | Polgár Péter    |
| Craig                               | Dan Bakkedahl    | Schnell Ádám    |
| Adam                                | Taran Killam     | Szatory Dávid   |
| Julian Vincent                      | Michael McDonald | Jakab Csaba     |
| Jason Mullins                       | Michael Rapaport | Csőre Gábor     |
| Mrs. Mullins                        | Jane Curtin      | Bánsági Ildikó  |
| Mr. Mullins                         | Michael Tucci    | Harsányi Gábor  |
| Peter Mullins                       | Joey McIntyre    | Makranczi Zalán |
| Mark Mullins                        | Bill Burr        | Széles Tamás    |
| Michael Mullins                     | Nate Corddry     | Kovács Lehel    |
| Gina                                | Jessica Chaffin  | Murányi Tünde   |
| Beth                                | Jamie Denbo      | Varga Klára     |
| Tatiana                             | Kaitlin Olson    | Peller Anna     |